# Сомерсет, Чарльз

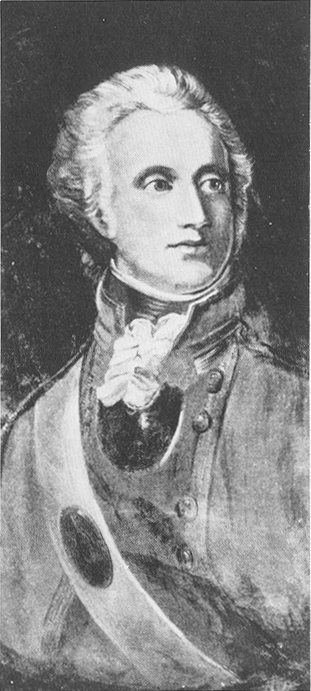
Лорд Чарльз Сомерсет, губернатор Капской колонии

Лорд Чарльз Генри Сомерсет (англ. Charles Henry Somerset; 2 декабря 1767 — 18 февраля 1831, Брайтон) — британский колониальный администратор, губернатор Капской колонии.
Второй сын 5-го герцога Бофорта, в честь которого были названы такие топонимы в ЮАР, как Бофорт-Уэст, Порт-Бофорт и Форт-Бофорт), внук адмирала Боскейвена (Boscawen).
5 апреля 1814 года прибыл в Капскую колонию. Годы его руководства колонией были бурными, в основном из-за его авторитарных замашек. Британская судебная палата одно время рассматривала иск в его адрес по обвинению в некомпетентности и нецелевом расходовании финансов. В то же время, ему удалось стимулировать развитие сельского хозяйства и поддержать британских переселенцев волны 1820-х годов. В честь него названы такие населённые пункты, как Сомерсет-Уэст и Сомерсет-Ист.
Из-за его сильного давления на прессу он конфликтовал с такими сторонниками свободы прессы, как Томас Прингл и Джон Фэрбэрн, газету которых, en:South African Commercial Advertiser, он попытался закрыть.
Был отозван на родину для отчёта в своих действиях, в апреле 1827 подал в отставку и через 4 года умер.